# V ogne broda net
V ogne broda net (russisk: В огне брода нет) er en sovjetisk spillefilm fra 1967 af Gleb Panfilov.

## Medvirkende
- Inna Tjurikova som Tanja Tjotkina
- Anatolij Solonitsyn som Jevstrjukov
- Mikhail Gluzskij som Fokich
- Maja Bulgakova som Marija
- Anatolij Marenitj som Morozik